# Ambasada Japoniei în Regatul Unit
Ambasada Japoniei în Regatul Unit (în japoneză 在英国日本国大使館, transliterat: Zaiikoku Nihonkoku Taishin, în engleză Embassy of Japan in the UK) este misiunea diplomatică a Japoniei în Regatul Unit al Marii Britanii și Irlandei de Nord și este o agenție specială a Ministerului Afacerilor Externe al Japoniei.
În octombrie 2018 misiunile diplomatice japoneze care aveau în grijă cel mai mare număr de rezidenți japonezi erau Consulatul General al Japoniei de la Los Angeles (97.209 persoane), Consulatul General al Japoniei de la New York (83.237 persoane) și Ambasada Japoniei în Thailanda (72.520 de persoane). Ambasada Japoniei în Regatul Unit se situa pe locul patru, cu 57.968 de persoane în grijă.

## Adresă
Ambasada ocupă o clădire mare în stil victorian de pe strada Piccadilly (W1J 7JT) din Londra, vizavi de Green Park, clădire înscrisă în lista monumentelor de gradul II (clădiri deosebit de importante sau de un interes special).

## Servicii auxiliare

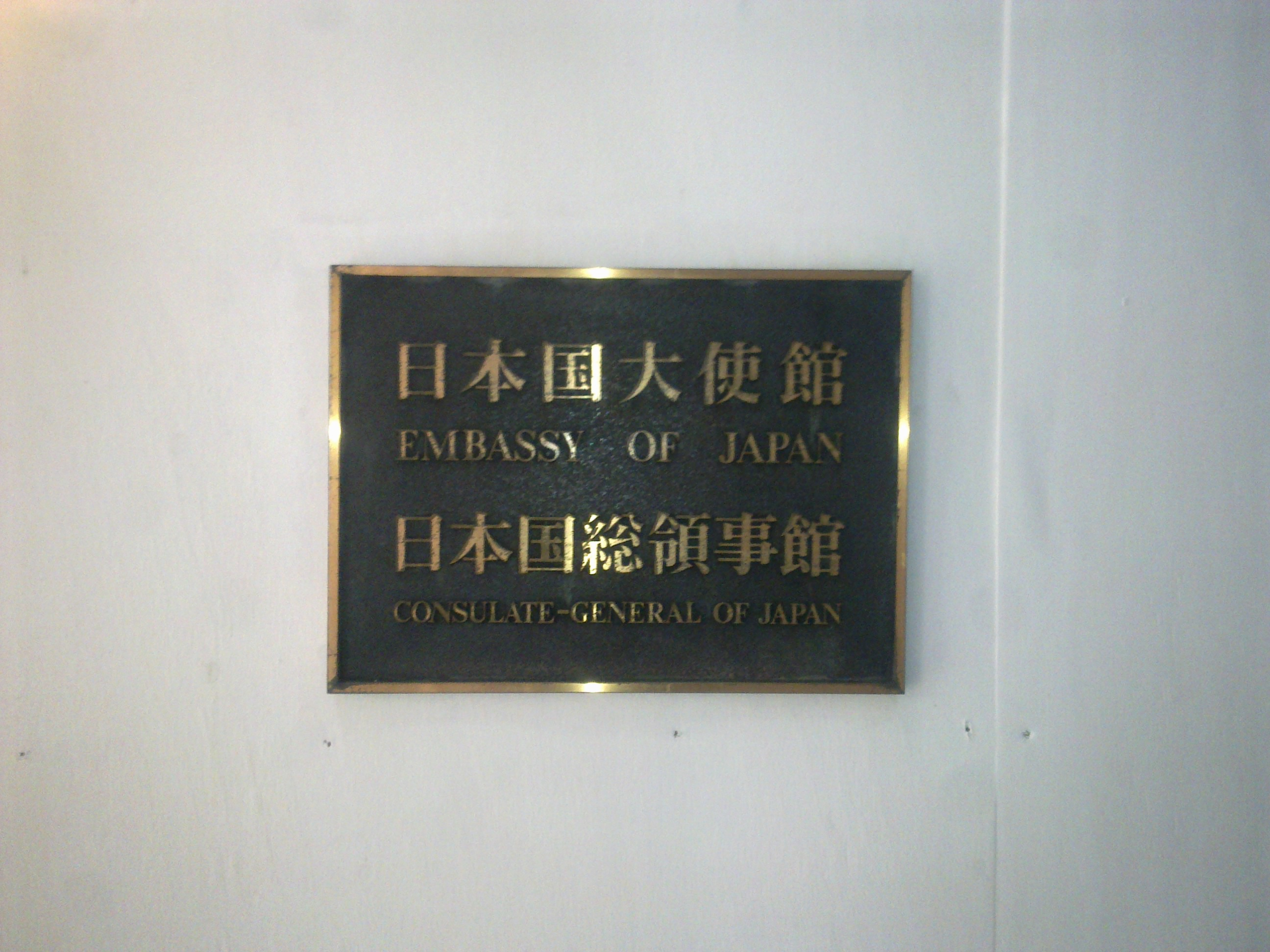
Placă de identificare a ambasadei cu un text scris în limbile japoneză și engleză

Biblioteca Centrului Cultural și de Relații Publice și Cultură a fost înființată cu scopul de a promova cunoașterea Japoniei în Regatul Unit al Marii Britanii și Irlandei de Nord. Ea conține aproximativ 3.800 de cărți despre istoria și cultura japoneză, precum și despre relațiile britanico-japoneze, de asemenea ziare, CD-uri cu muzică și DVD-uri cu filme. În cadrul acestei biblioteci funcționează un serviciu de împrumut de carte.
Consulatul General al Japoniei de la Londra (în engleză Consulate-General of Japan in London) a fost închis la 31 decembrie 2011, iar activitățile consulare pe care le desfășura au fost preluate de Ambasadă.
Activitățile consulare pentru comunitatea japoneză din Scoția și nord-vestul Angliei sunt desfășurate de Consulatul General al Japoniei de la Edinburgh, care funcționează și în prezent.

## Activități
În 2016 mass-media britanică a raportat că Ambasada Japoniei cheltuiește lunar peste 1 milion de yeni pentru o campanie de propagandă antichineză, finanțând activitățile unui grup de experți britanici.

## Funcționari importanți
În cursul timpului în cadrul Ambasadei Japoniei în Regatul Unit au lucrat mai multe persoane notabile, printre care se află următorii:
- Tarō Utsunomiya - general al Armatei Imperiale Japoneze
- Kanji Katō - amiral al Marinei Imperiale Japoneze
- Fujio Shido - bucătar al Ambasadei Imperiale Japoneze din Marea Britanie înainte de război. După război, a servit ca bucătar la diferite restaurante și la reședința oficială a prim-ministrului Japoniei.
- Katsuei Hirasawa - membru al Camerei Reprezentanților din partea Partidului Liberal Democrat
- Ichirō Fujisaki - profesor la Universitatea Sophia din Tokyo, președinte al Academiei de Fete Kita Kamakura
- Kazumi Matsui - primar al orașului Hiroshima
- Ryūsaku Yanagimoto - amiral al Marinei Imperiale Dainippon. A devenit căpitan al portavioanului Sōryū și a decis să rămână pe nava sa, care s-a scufundat după ce a fost bombardată de avioanele americane în lupta de lângă insula Midway.